# Dasyhelea sanctaemarthae
Dasyhelea sanctaemarthae är en tvåvingeart som först beskrevs av Jean-Jacques Kieffer 1917.  Dasyhelea sanctaemarthae ingår i släktet Dasyhelea och familjen svidknott.
Artens utbredningsområde är Colombia. Inga underarter finns listade i Catalogue of Life.